# Antropología operativa
La Antropología Operativa (del griego ἄνθρωπος ánthrōpos, «hombre (humano», y λόγος, logos, «conocimiento»; y del verbo latino operis finalidad de un trabajo y del sufijo –ivo, «listo para entrar en acción»), es una disciplina de la Antropología que realiza el estudio de una cultura con la finalidad de ser utilizado en beneficio de algo o de alguien. La Antropología Operativa está relacionada con la finalidad de las ciencias sociales y el retorno o beneficio de las ciencias a la sociedad más allá de su ámbito académico del conocimiento. Algunos estudiosos prefieren hablar de etnografía operativa, «Antropología del Poder», o Antropología al servicio del poder. Pero el término Antropología Operativa indica que se trata de una disciplina orientada hacia la acción o la transformación, pero esta transformación nunca debe ser la de la cultura estudiada. La Antropología Operativa comienza con la observación, descripción y registro de los aspectos culturales (etnografía). Después de conocer estos aspectos formales, trata de entender la organización y el funcionamiento de la sociedad estudiada. Por último este conocimiento es utilizado para una finalidad que es la que motivó el inicio del trabajo de campo.

## Objeto
El objeto de la Antropología Operativa es el conocimiento de una cultura para ser usado en favor de los intereses de otra cultura o de un grupo social distinto al estudiado. Por este motivo también es considerada la antropología al servicio del poder, pero «sensu estricto» no son los antropólogos los que utilizan el conocimiento cultural, sino que son otra personas las que se sirven de él. La diferencia entre la Antropología Operativa y la Antropología radica en la finalidad de una y de la otra. Antropología es la ciencia cuya finalidad es el estudio integral del ser humano, tanto de sus características biológicas o animales como de su cultura. La Antropología Operativa es una ciencia instrumental, orientada a resultados prácticos, cuya finalidad es realizar un estudio antropológico Ad hōc para la consecución de un logro distinto del propio conocimiento antropológico.

## Enfoque Cultural
Una de las conclusiones más importantes del estudio de la historia de la antropología, es que el etnocentrismo está presente en todas las culturas y que los prejuicios derivados de él, frecuentemente nos impiden comprender culturas ajenas a la nuestra. El término Enfoque Cultural aplicado a las Ciencias Sociales, es utilizado hoy para indicar que la realidad que nos rodea puede ser estudiada y analizada desde puntos de vista distintos al de la cultura occidental. Este término está asociado a la realidad del mundo actual, vinculada a la globalización: cualquier actividad humana (cultural, económica, social, etc.) que desarrolle un grupo humano hoy en día tendrá dificultades en su desarrollo, si no adapta su actividad al entorno cultural en el que actúa. Por este motivo en los últimos años ha tenido gran desarrollo el Enfoque Cultural en el ámbito académico, económico y social. Este Enfoque Cultural no es una aplicación del concepto del relativismo cultural, sino que está relacionado con el hecho de que una persona que conozca la organización y funcionamiento de una cultura podrá «operar» como un actor integrado en ella. Es decir el Enfoque Cultural permite alertar de que es necesaria la comprensión de una cultura, para posteriormente llegar a ser competente en la defensa de los intereses particulares dentro de esta cultura.
El proceso de globalización acelerado de fin del siglo XX e inicio del siglo XXI por el que se relacionan y aglutinan buena parte de las culturas actuales, ha desarrollado el Enfoque Cultural en las ciencias sociales. Además el auge de la Antropología Cultural en el último cuarto del siglo XX, ha preconizado la difusión del concepto de Enfoque Cultural, que está presente hoy en día en áreas de conocimiento tan dispares como la Sociología, el Marketing o la gestión de los RRHH. La Antropología Operativa gracias a la aplicación del Enfoque Cultural en las Ciencias Sociales y al proceso de globalización ha conocido gran desarrollo.

## Historia de la Antropología Operativa
Las descripciones etnográficas más antiguas ya fueron utilizadas en favor de los intereses de los poderosos y de los imperios. Así la obra de Heródoto (484 al 425 a. C.) está plagada de descripciones etnográficas que fueron de gran utilidad para exploradores, comerciantes y conquistadores. Del mismo modo Julio César en el año 53 a. C. durante la impopular campaña de pacificación en la Guerra de las Galias, usó la descripción etnográfica para atraer el interés de los romanos sobre cómo eran estos pueblos y así conseguir financiación. Como señalan algunos autores, las descripciones etnográficas de los cronistas de las culturas indígenas de América, también tienen un importante componente antropológico, que esencialmente era operativo: su finalidad era el conocimiento de la sociedad para poder evangelizarla y administrarla. También es comúnmente aceptado que el origen de la Escuela Británica de Antropología está ligado a los intereses de la administración colonial británica. De hecho Radcliffe-Brown consideraba que el objeto de la antropología fue apoyar la tarea de los administradores coloniales, mediante el conocimiento de las sociedades administradas. Así los antropólogos británicos en 1908 entrenaron a los funcionarios civiles coloniales en Sudán. Más tarde, en 1921 se fundó en Londres el «Instituto Internacional de las Culturas y Lenguas Africanas», que lo que pretendía era institucionalizar el trabajo que se venía haciendo a favor de la administración colonial en Sudán. Malinowski también en 1929 se refirió a la Antropología Operativa como «Antropología Práctica»), considerando que la antropología debe servir para solucionar los problemas a los que se enfrentaban los administradores coloniales, gracias al conocimiento de sus leyes, de su economía, costumbres o instituciones.
A lo largo del siglo XX la Antropología Operativa ha tenido especial relieve. Algunos casos han sido muy poco conocidos como la sedentarización de la población nómada de Sahara Español. Según algunos autores el dominio del territorio por parte de la administración colonial, fue posible gracias al conocimiento proporcionado por los estudios antropológicos realizados por Julio Caro Baroja. Otros casos han sido muy conocidos y criticados como el Proyecto Camelot. Este proyecto fue llevado a cabo por el Ejército de Estados Unidos y se desarrolló en Chile entre 1963 y 1964. La finalidad del proyecto era conocer cuales serían las causas de sociales que provocarían el derrocamiento del gobierno chileno. Para ello el conocimiento antropológico y sociológico de la cultura chilena era el primer paso, para de esta manera poder «actuar operacionalmente» sobre la sociedad chilena. La información sobre este proyecto fue conocida por la prensa, se produjo un conflicto diplomático entre EE. UU. y Chile y el proyecto fue cancelado en 1965.

## La Antropología Operativa en el siglo XXI
El escándalo producido por el Proyecto Camelot, la Guerra de Vietnam y otros sucesos similares marcaron el desencuentro entre la Sociedad Americana de Antropología y los gobiernos de EE. UU. Este desencuentro se materializó en la interrupción de cualquier forma de colaboración de Antropología Operativa en favor de los intereses de Estados Unidos. Pero ya en el siglo XXI primero con la Invasión de Irak de 2003, después en la Guerra de Afganistán y más tardes con su continuación desde 2015, la Antropología Operativa ha conocido un gran desarrollo. El motivo de este desarrollo ha sido que los estudios antropológicos sobre los grupos humanos de Irak y Afganistán han permitido reducir el número de bajas de soldados, pertenecientes a la Coalición Internacional, producidas por artefactos explosivos improvisados. En el año 2005 se inició de nuevo la colaboración entre el Ministerio de Defensa de EE. UU. y la Antropología Operativa. Desde entonces el Enfoque Cultural aplicado a las operaciones militares ha tenido gran desarrollo. En 2009 con la llegada del general McChrystal a Afganistán, se ha decidido dar un cambio de timón en los planteamientos básicos de la estrategia, que tenga en cuenta el “entorno humano”.
En particular este interés militar por el conocimiento de diferentes culturas (también ha llamado cross cultural awareness) ha motivado el desarrollo de la Antropología Operativa en diferentes sectores: la economía, el marketing, o las relaciones diplomáticas e internacionales. En estos campos se denomina capacidad de comunicación intercultural a aquella capacidad que posee una persona u organización para comunicarse con éxito con personas u organizaciones pertenecientes a diferentes culturas. Entendiendo que esta capacidad va más allá de compartir un mismo idioma lingüístico. Una persona u organización competente interculturalmente. La primera formulación teórica de la Antropología Operativa fue realizada por Javier de Carlos indicando que su finalidad es «operar con éxito en diversos contextos culturales, gracias a la identificación y adaptación a patrones culturales distintos a los propios».

## Opiniones críticas
Han sido formuladas diversas críticas por parte de antropólogos y otros científicos sociales. El antropólogo Franz Boas ya en 1919 criticó a aquellos antropólogos que habían colaborado tomando partido en la Primera Guerra Mundial. No obstante Boas fue maestro de Margaret Mead y Ruth Benedict, dos antropólogas muy activas en la Antropología Operativa. En términos generales hay quienes consideran que la Antropología es una forma de colonialismo en la cual los antropólogos obtienen poder a expensas de las culturas estudiadas. Pero más allá de esta crítica general, las principales críticas son de orden moral y están referidas al código ético de la profesión. Se considera que los antropólogos tienen la obligación de trabajar en favor del progreso de la humanidad a la vez que no pueden alterar la cultura de cada pueblo y menos causar daño alguno mediante el uso de los conocimientos obtenidos en sus investigaciones. Mientras tanto la posición contraria señala que la Antropología Operativa trata de evitar dañar la cultura en aquellos lugares en donde existen intereses económicos, comerciales, culturales o diplomáticos.